# Marañón (rivier)
De Marañón is een belangrijke rivier in Peru en een van de belangrijkste, zo niet de belangrijkste rivier die mede de bovenloop van de Amazone vormt. Zij ontstaat ongeveer 160 km ten noordoosten van Lima, stroomt door een diep geërodeerde vallei in een noordwestelijke richting, langs de westelijke voet van de Cordillera van de Andes tot 5°36' zuidelijke breedtegraad en gaat dan met een grote bocht vrijwel naar het oosten, snijdt door de binnenlandse Andes, totdat zij bij de Pongo van Manseriche door de vlakte gaat stromen. Na haar samenvloeiing met de Ucayali, krijgt zij in Peru en Colombia de naam Amazone. In Brazilië heet zij Solimões en pas Amazone na de samenvloeiing met de Rio Negro.

## Stroomgebied
Geblokkeerd door riffen, bezaaid met stroomversnellingen en onstuimige stromingen is de Marañón nooit een commerciële rivier geworden. Daar waar zij de grote bocht naar het oosten maakt, ontmoet zij de Chinchipe, die in zuidelijk Ecuador ontspringt. Net stroomafwaarts hiervandaan sluiten de bergen zich aan beide zijden van de Marañón en vormen nauwe kloven of ping-pongs over een lengte van 56 km, waar er, behalve vele kolken, niet minder dan 35 stroomversnellingen zijn om te eindigen met drie watervallen net voordat de rivier Imasa of Chunchunga, bereikt wordt. Het is vandaar dat Charles Marie de La Condamine inscheepte in de achttiende eeuw om de Amazone af te varen. In deze streek daalt het gemiddelde niveau van het land, met nog slechts enkele berguitlopers, die af en toe naar de rivier neigen en ping-pongs op kleine schaal vormen. Aan de oevers van de rivier woont hier het Aguarunas-volk.
De laatste ping-pong, de Pongo van Manseriche is 5 km lang, van net na de monding van de Santiago tot de oude verlaten missiepost van Borja. Volgens Kapitein Carbajal, die de Pongo van Manseriche afdaalde in het kleine stoombootje "Napo", is het een diepe scheur in de Andes van wel 600 m diep, op sommige plaatsen vernauwend tot een breedte van amper 30 m, waarbij de steile wanden naar elkaar toe neigen bij de top. Door deze canyon stroomt de Marañón met een vaart van 20 km/uur. Na de Pongo van Huaracayo (of Guaracayo), verdwijnen de heuvels geleidelijk en over een lengte van 30 km is de rivier bezaaid met eilanden en is er vanaf haar lage oevers enkel een immense, met woud bedekte vlakte zichtbaar, bekend als de selva baja (lage jungle) van Peruviaanse Amazonia: het woongebied van inheemse volkeren zoals de Urarina van het Chambira Basin, de Candoshi en de Cocama-Cocamilla volkeren.

## Geografie

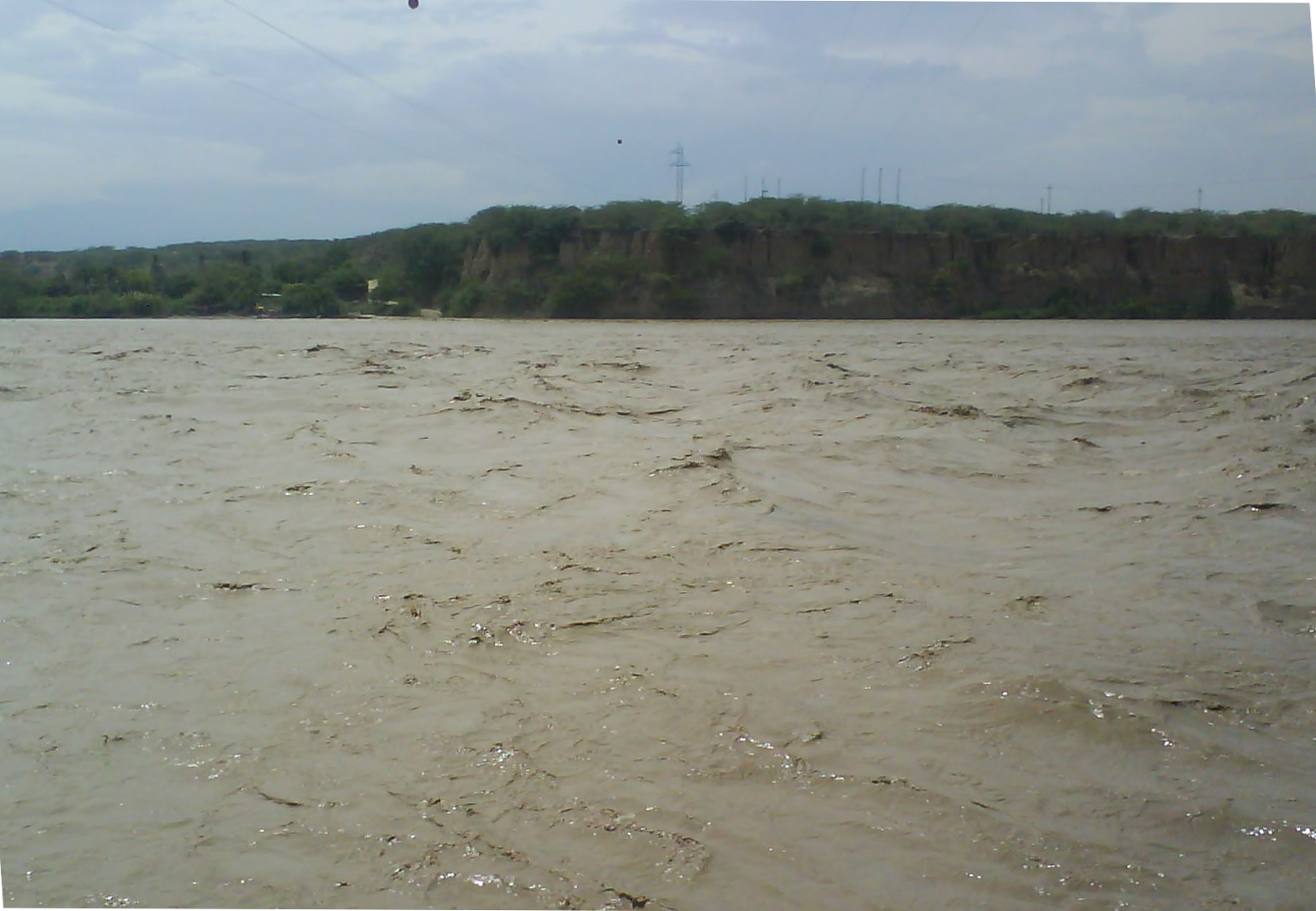
Marañón-Bellavista

De Marañón ontspringt in de gletsjer van de Nevado van Yapura op circa 5.800 m, in de Cordillera van de Oost-Peruaanse Andes. Na ongeveer 1.600 km te hebben doorlopen, verenigt zij zich met de Ucuyali, om en nabij het district Nauta van het Departement van Loreto. Haar voornaamste zijrivieren zijn: de rivieren Utcubamba, Pastaza, Crisnejas, Chamaya, Cenepa, Hualaga (1300km) en de Tigre (600 km). Gezien de vele stroomversnellingen en watervallen, is zij slechts bevaarbaar in haar uiterste benedenloop. In haar hydrografisch bekken komen de fameuze Jibaro's voor. Dat zijn oorspronkelijke bewoners, Indianen die enkele eeuwen de kolonisatie hebben doorstaan. Zij wonen in Ecuador en Peru.

## Rechten
Op 8 maart 2024 erkende het provinciaal Hof van beroep in Nauta (provincie Loreto) de Marañónrivier als rechthebbende, na een beschermingsvordering die was aangespannen door vijf vrouwelijke leden van de Kokáma inheemse bevolking, tegen PetroPerú S.A., het Ministerie van Milieu en andere staatsinstellingen. De eisers werden bijgestaan door de NGO Instituto de Defensa Legal. De indieners verzochten de rechtbank om de Marañonrivier en haar zijrivieren te erkennen als rechthebbende vanwege de intrinsieke waarde van de rivier in hun cultuur en, in het bijzonder, vanwege de spirituele waarde van de rivier voor de inheemse Kukama-bevolking.